# 뒤를 돌아보면서

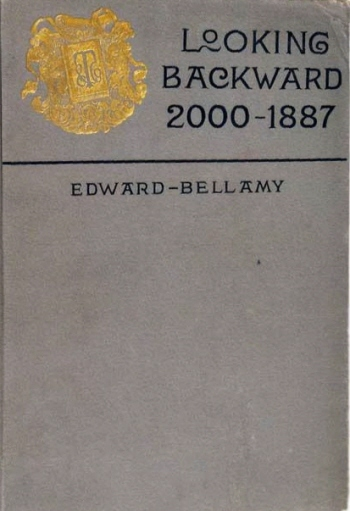

《뒤를 돌아보면서: 2000∼1887》(Looking Backward: 2000∼1887)는 1887년에 잠들어 113년 후인 2000년에 깨어난 주인공 줄리언 웨스트의 이야기다. 초판이 발행되었던 것은 1888년이었지만, 여기에 그려진 2000년의 사회구조는 단순한 호기심을 넘어 100년 전의 인류가 생각했던 이상적인 사회의 모습이 지금과 어떻게 다른지 생각해 볼 수 있는 성찰의 기회를 주기도 한다.
1967년 존 토머스(John L. Thomas)가 편집하고 서론을 쓴 하버드 대학 출판부 판을 저본으로 삼아 번역한 것이다. 에드워드 벨러미가 동시대뿐 아니라 오늘날까지 기억되고 연구되는 이유는 ≪뒤를 돌아보면서: 2000∼1887≫가 제시한 새로운 미래 사회에 대한 전망 때문이다. 출간 직후부터 당대의 유토피아 문학과 공상과학소설분야뿐 아니라 산업국유화 운동, 인민주의 운동, 사회주의 운동, 여권 운동 등 다양한 사회 개혁 운동에 영향을 끼쳤다.